# Kero Kero Bonito
I Kero Kero Bonito (KKB) sono un gruppo musicale britannico formato dai produttori Gus Lobban e Jamie Bulled, e dalla cantante Sarah Bonito (nome d'arte di Sarah Midori Perry).
Agli inizi della loro carriera, lo stile dei Kero Kero Bonito era un indie pop ispirato ad artisti j-pop come Kyary Pamyu Pamyu, alla dancehall, al bubblegum pop e alla musica per videogiochi. A partire dal loro EP TOTEP (2018), si orientarono all'indie rock di Mount Eerie e My Bloody Valentine. Le loro tracce sono cantate in inglese e giapponese.

## Storia
I Kero Kero Bonito vennero fondati da Gus Lobban (tastiere e percussioni) e Jamie Bulled (basso), che sono cresciuti nei sobborghi nel sud di Londra e hanno frequentato la stessa scuola. Quando i due decisero di formare un gruppo, essi iniziarono a cercare un cantante rap che conoscesse il giapponese (per via del loro interesse nei confronti dell'rap nipponico) da aggiungere al loro organico e pubblicarono annunci su Internet; durante la loro ricerca, si servirono anche di MixB, una piattaforma online frequentata da espatriati giapponesi. Fra i primi a rispondere all'annuncio vi fu Sarah Midori Perry, che venne scelta per via del suo background artistico e la sua conoscenza della lingua inglese e giapponese. Sebbene avesse precedentemente collaborato con una band di ragazze giapponesi, Perry non aveva ancora avuto una formazione professionale nel canto, ed era interessata a unirsi a Lobban e Bulled perché, secondo le sue parole, "voleva provarlo".
Il significato del nome scelto dal trio, Kero Kero Bonito, è intenzionalmente ambiguo. Esso sarebbe una combinazione di kero kero, ovvero l'onomatopea usata dai giapponesi per riferirsi ai gracidii delle rane, e bonito, ovvero "palamita" in inglese. Inoltre, "Kero Kero Bonito" farebbe riferimento alle parole portoghesi quero-quero (la pavoncella cilena) e bonito. Pertanto, in quest'ultimo caso, la combinazione di quero-quero e bonito significherebbe "pavoncella bellissima" oppure "lo voglio, lo voglio bellissimo".
La prima pubblicazione del trio è il mixtape auto-pubblicato Intro Bonito (2013), le cui canzoni sono arrangiate con una mini tastiera Casio SA-45. Una delle loro prime tracce, Flamingo, è contenuta nell'EP compilation Shh#ffb6c1 di Ryan Hemsworth.
Nel mese di settembre del 2014 i Kero Kero Bonito pubblicarono Bonito Recycling, una raccolta che contiene vari remix della loro Intro Bonito realizzati da artisti come Danny L Harle e Spazzkid. Un mese più tardi uscì il singolo Build It Up, dove Perry canta seguendo lo schema "botta e risposta".
Il 10 agosto 2015 i Kero Kero Bonito annunciarono la loro primo tournée, tenuta nel mese di ottobre nel Nord America.
Il 21 ottobre 2016 il gruppo licenziò il primo album Bonito Generation, pubblicato per la Double Denim Records.
Il 2 febbraio 2017, il noto utente di YouTube "Berd" pubblicò una parodia del singolo Flamingo della band. Il video diverrà virale superando i 20 milioni di visualizzazioni nel mese di ottobre del 2020.
Il 12 febbraio 2018 la band pubblicò il singolo Only Acting, che si allontana dalle sonorità elettroniche degli esordi e segna una virata verso un sound più cupo e rock. Successivamente, il 20 febbraio 2018, la band pubblicò l'EP TOTEP, che contiene Only Acting e altre tracce all'insegna di uno stile meno pop rispetto a quello di Bonito Generation.
L'8 maggio 2018 la band licenziò il singolo Time Today e asserì che avrebbe pubblicato un nuovo album intitolato Time 'n' Place, che uscirà nel mese di ottobre.
L'8 luglio 2019 i Kero Kero Bonito caricarono su YouTube un vlog intitolato KKB Life, ove asserivano che "è iniziata una nuova era" per la band e preannunciarono una nuova tournée, questa volta in Nord America ed Europa. Nel mese di settembre uscì il singolo When the Fires Come e l'EP Civilization I, pubblicato poco prima dell'inizio del tour.
Nel 2020 il trio compose It's Bugsnax!, la sigla del videogioco Bugsnax, che si può anche sentire nel trailer dello stesso.
Ciascuno dei membri ha all'attivo delle carriere in proprio. Dopo aver timidamente esordito nel 2014, Perry iniziò a pubblicare musica come Cryalot dai primi anni duemilaventi, Lobban entrò nell'entourage della PC Music e realizzò l'apprezzato EP Western Beats (2014), mentre Bulled ha una discografia con alcuni EP e singoli usciti servendosi degli pseudonimi Wharfwhit e The JLB.

## Formazione
- Sarah Midori Perry – voce
- Gus Lobban – batteria, tastiere, campionatore, voce
- Jamie Bulled – tastiere, chitarra, basso, campionatore

## Discografia

### Album in studio
- 2016 – Bonito Generation
- 2018 – Time 'n' Place

### Extended play
- 2014 – Bonito Recycling
- 2017 – Bonito (Retakes)
- 2018 – TOTEP
- 2019 – Civilisation I
- 2021 – Civilisation II

### Singoli
- 2012 – Weapons Grade
- 2012 – Coursework Story
- 2012 – (Getting To) The Top
- 2012 – Ms. World (con Mayu Tanaka)
- 2012 – Laser Quest (con Leigh)
- 2012 – Fortune Teller
- 2013 – Wherever You Go
- 2013 – Why Aren't You Dancing?
- 2013 – Homework
- 2014 – Flamingo
- 2014 – Build It Up
- 2014 – Sick Beat
- 2015 – Picture This
- 2015 – I'd rather sleep
- 2015 – Chicken
- 2016 – Lipslap
- 2016 – Break
- 2016 – Graduation
- 2016 – Trampoline
- 2017 – Heard a Song (CFCF Remix)
- 2017 – Forever Summer Holiday
- 2017 – Rock 'n' Roll Star
- 2017 – Fish Bowl
- 2018 – Only Acting
- 2018 – Time Today
- 2018 – World Tour 2018
- 2018 – Make Believe
- 2019 – Swimming
- 2019 – The Open Road
- 2019 – When the Fires Come
- 2020 – It's Bugsnax!

### Mixtape
- 2013 – Intro Bonito